# Ladislav Nižňanský
Ladislav Nižňanský (* 24. Oktober 1917 bei Csaca, Ungarn; † 23. Dezember 2011 in München) war ein slowakisch-deutscher Teilnehmer am Zweiten Weltkrieg und Geheimagent. Er war während des Slowakischen Nationalaufstands Kommandeur einer slowakischen Kompanie in der Partisanenabwehrgruppe Edelweiß.

## Leben
Während des Slowakischen Nationalaufstands gegen die Regierung Jozef Tiso wurden mit Unterstützung der deutschen Wehrmacht Partisanenbekämpfungseinheiten gebildet. Eine von ihnen war die unter dem Kommando des Majors Erwein Graf von Thun und Hohenstein stehende Abwehrgruppe 218 „Edelweiß“. Ab November 1944 war Nižňanský Kommandeur der slowakischen Einheit der Gruppe „Edelweiß“ und war dabei an mehreren Einsätzen gegen Partisanen beteiligt.
Nach Kriegsende wurde er vor einem slowakischen Gericht angeklagt und wegen Mangels an Beweisen freigesprochen. In dieser Zeit soll er sich als Mitarbeiter des tschechoslowakischen Geheimdienstes Státní bezpečnost (StB) verpflichtet haben. 1948 übersiedelte er nach Österreich und wurde für die amerikanische Central Intelligence Agency tätig. Nižňanský arbeitete vom 1. Februar 1954 an bis Februar 1983 in der tschechoslowakischen Redaktion des US-Senders Radio Free Europe und lebte ab 1957 in München.
Nachdem von sowjetischer Seite neue Beweismaterialien vorgelegt worden waren, wurde Nižňanský 1962 vor dem tschechoslowakischen Bezirksgericht Banská Bystrica erneut angeklagt und in Abwesenheit zum Tode verurteilt. Im Oktober 2006 wandelte das Bezirksgericht Banská Bystrica in der Slowakei die Todesstrafe in lebenslange Haft um.
Im Jahr 1996 erhielt Nižňanský die deutsche Staatsbürgerschaft. Er lebte später in einer Wohnung am Münchner Ostpark. Im Januar 2004 wurde Nižňanský in München verhaftet und erneut des Mordes in 164 Fällen angeklagt.
Nižňanský wurde beschuldigt, 1945 an drei Massakern in der Slowakei teilgenommen zu haben. Dabei waren in Ostrý Grúň und Kľak am 21. Januar 1945 146 Menschen ermordet worden, darunter 48 Frauen und 48 Kinder. Weiterhin soll er im Februar 1945 die Erschießung von 18 jüdischen Zivilisten in der Gemeinde Kšinná befohlen haben.
Das Gericht sah es als nicht erwiesen an, dass Nižňanský für die drei Massaker im Jahr 1945 mitverantwortlich war. Nach 15 Monaten Prozessdauer wurde er im Dezember 2005 wegen erwiesener Unschuld freigesprochen.